# De Campus Cup
De Campus Cup (vanaf 2025 simpelweg Campus Cup) is een televisiequiz voor studenten van alle Vlaamse en Brusselse universiteiten en hogescholen, gepresenteerd door Otto-Jan Ham. Het programma wordt gemaakt door productiehuis Woestijnvis. Het wordt sinds 2019 jaarlijks rond de maand mei uitgezonden.
Elk seizoen duurt zes weken. De eerste twee seizoenen werden uitgezonden op Canvas. Het derde, vierde en vijfde seizoen werden  uitgezonden op Eén. Het zesde seizoen werd echter weer uitgezonden op Canvas. Het programma vormt de jaarlijkse afsluiting van het academiejaar. Het is het ultieme tv-eindexamen voor studenten. Het winnen van de Campus Cup is dan ook de kroon op het academiejaar. Elk jaar kunnen teams zich vanaf september via de site van het programma inschrijven voor het volgende seizoen. In oktober, november en december vinden dan de selectierondes plaats waarin de 34 teams worden geselecteerd die mee mogen doen aan het nieuwe seizoen.  
In 2021 en 2023 werd het programma één week niet uitgezonden vanwege het Eurovisiesongfestival zodat dit voorrang kon krijgen. Daardoor duurde de uitzendperiode tijdens deze jaren geen zes, maar zeven weken. 

## Geschiedenis
Het eerste seizoen startte op 27 mei 2019 en eindigde op 4 juli 2019 met de finale, waarin de Rechten-faculteit van de UGent de cup won.
Het tweede seizoen werd uitgezonden vanaf 18 mei 2020 tot en met 25 juni 2020. Vanwege de coronapandemie was er dit seizoen geen publiek aanwezig en moesten presentator en kandidaten de sociale afstandsregels respecteren. De finale werd gewonnen door de conservatoriumstudenten van de HoGent, waardoor de wisselbeker voor het tweede jaar op rij naar Gent ging.
Het derde seizoen startte op 26 april 2021 en eindigde op 10 juni 2021. Ook dit seizoen was er geen publiek aanwezig en moesten presentator en kandidaten de sociale afstandsregels respecteren vanwege de coronapandemie. Publiek was echter wel welkom bij de kwartfinales, de halve finales en de finale. Het derde seizoen werd gewonnen door de rechtenstudenten van de UAntwerpen. Hiermee ging de Campus Cup dit seizoen voor het eerst niet naar Gent.
Op 23 mei 2022 startte het vierde seizoen. De finale werd gespeeld op 30 juni 2022. Dit seizoen was er weer publiek in de studio. Nieuw dit seizoen was dat elke gastdocent bij wijze van introductie kort geïnterviewd werd door Thomas Huyghe. De Campus Cup ging dit seizoen naar de studenten Toegepaste Taalkunde van de Vrije Universiteit Brussel.
Op 24 april 2023 startte het vijfde seizoen. Dit seizoen eindigde op 8 juni, de vroegste einddatum tot nog toe. Vanwege het vijfjarig jubileum van het programma was het decor vernieuwd. Ook deed er voor het eerst een team van een Nederlandse universiteit (TU Delft) mee. De Campus Cup ging dit jaar naar de studenten Rechten van de KU Leuven.
In 2024 werd de Campus Cup niet uitgereikt omdat het programma dat jaar niet werd uitgezonden. 
In 2025 keerde het programma weer terug onder de naam Campus Cup. Het zesde seizoen startte op 19 mei 2025 en eindigde op 26 juni 2025 De Campus Cup ging dit seizoen voor de tweede keer naar de Rechtenfaculteit van de UGent. Het was tevens de derde keer dat de Campus Cup naar Gent ging.

## Concept
Zes weken lang – vier dagen per week – strijden 34 ploegen van het Vlaams hoger onderwijs voor de Campus Cup. In 24 afleveringen komen telkens twee teams van vier studenten van een specifieke opleiding uit het hoger onderwijs tegen elkaar uit. Alle 34 teams strijden tegen elkaar in 17 voorrondes. De ploeg die de aflevering wint komt indien dit team de finaleronde succesvol afrondt in een rangschikking. De beste 8 teams gaan door naar de volgende ronde. Deze werkt volgens een knock-outsysteem en bestaat uit vier kwartfinales, twee halve finales en een finale. Het team dat de finale wint, wint uiteindelijk de Campus Cup, een trofee in de vorm van een stapel boeken.
Het format is deels vergelijkbaar met de BBC-quiz University Challenge, waarbij ook twee teams van elk vier studenten tegen elkaar spelen. In Nederland werd door de NTR in 2016 een soortgelijk programma uitgezonden onder de naam Universiteitsstrijd.

## Verloop
OntgroeningIn de eerste ronde worden afwisselend meerkeuzevragen gesteld uit het vakgebied van beide teams. Hierbij wordt niet overlegd binnen de teams, maar moet elk teamlid afzonderlijk, en binnen korte tijd, antwoorden met A, B, C of D. Voor elk teamlid dat correct heeft geantwoord worden 10 punten toegekend. Wanneer alle teamleden correct antwoorden, worden nog eens 10 bonuspunten toegekend. Tijdens het eerste seizoen werden 8 vragen gesteld en in het tweede seizoen nog 6 vragen. Vanaf aflevering acht in het derde seizoen en vanaf het vierde seizoen worden niet langer 6, maar slechts 4 vragen gesteld. Vanaf dan is een goed antwoord 15 punten waard in plaats van 10, hetzelfde geldt voor de bonuspunten.
De blokSeizoen 1-3
Van elk team wordt één persoon afgezonderd om een cursus te blokken over een voor hen onbekend onderwerp. Zij nemen hiervoor plaats achter een bureau in een "studeerkamer", blokhut genaamd. Over welk onderwerp deze cursus gaat, legt de auteur van de cursus zelf uit voorafgaand aan deze ronde. De cursus wordt na deze uitleg door Otto-Jan aan de betreffende teamleden uitgereikt. In het tweede en derde seizoen reikte Otto-Jan vanwege de coronapandemie de cursus niet uit aan de teamleden, maar lag deze voor ze klaar in de "studeerkamer". Voor het blokken van de cursus krijgen ze één hele quizronde de tijd.
De overige teamleden zien de blokkende studenten op de beeldschermen achter de teams. Terwijl er geblokt wordt krijgen de andere drie teamleden een beeldpuzzel met drie filmpjes te zien, waarbij de link tussen de filmpjes geraden dient te worden. Als een team deze link raadt, worden geen punten toegekend, maar mag het team de blokkende student van het andere team een "block out" geven, zodat deze een minuut lang wordt gehinderd. Dit doen ze door op een knop te drukken, zodat de "block out" naar deze student wordt gestuurd. Wordt de link door geen van beide teams geraden, dan geeft Otto-Jan de link en wordt er geen "block out" uitgedeeld.
Vervolgens worden drie vragen gesteld die verband houden met de link tussen de filmpjes. Voor elk correct antwoord worden 20 punten toegekend. Dit alles wordt in totaal drie keer gedaan. Er kunnen dus drie "block outs" worden uitgedeeld aan de blokkende studenten. De eerste "block out" is hierbij altijd de stroboscoop (flikkerend licht) en de overige twee verschillen per aflevering. Ze hebben wel te maken met de in de quiz behandelde onderwerpen. In 2021 konden de kijkers de cursus thuis ook blokken. De te blokken cursus verscheen hiertoe op de site van de Campus Cup samen met de uitleg van de auteur.
Seizoen 4 - heden
Vanaf het vierde seizoen wordt de cursus opnieuw voorafgaand aan deze ronde door Otto-Jan aan de betreffende teamleden uitgereikt. In seizoen 4 werd de auteur van de cursus door Thomas Huyghe kort geïnterviewd over het onderwerp. Ook in seizoen 5 werd de auteur van de cursus  bij wijze van introductie kort geïnterviewd. Alleen is er geen interviewer, maar worden de vragen via een scherm gesteld. In seizoen 6 is er geen interview meer met de auteur van de cursus, maar vertelt Otto-Jan zelf wat het onderwerp is van de te blokken cursus. De auteur van de cursus is hierbij slechts als foto te zien. De beeldpuzzels bestaan vanaf dit seizoen uit een enkel filmpje dat een aantal aanwijzingen bevat waartussen de link moet worden geraden. Als een team deze link correct raadt, krijgt dit team naast het recht om een "block out" te mogen uitdelen ook 20 punten. Ook hierbij geldt dat als geen van beide teams de link raadt, Otto-Jan de link geeft, geen punten worden verdiend en er geen "block out" wordt uitgedeeld.
In de aflevering van 28 juni 2022 gaf Otto-Jan zelf een van de blokkende studenten een "block out" door bij de betreffende student "naar de wc" te gaan in de "studeerkamer". In de aflevering van 19 juni 2025 werd hetzelfde gedaan door het publiek. Het publiek van het ene team deelde een "block out" uit bij de blokkende student van het andere team door bij deze student naar binnen te gaan in de "blokhut".
Mondeling examenIn de volgende ronde wordt een mondeling examen afgenomen bij de studenten die geblokt hebben. Deze studenten komen hiervoor terug bij hun team in de studio. Er worden drie (in de eerste drie seizoenen vier) vragen gesteld over de geblokte cursus. Hierbij beoordeelt de auteur van deze cursus de antwoorden. De spelers moeten op een knop duwen zodra ze het antwoord denken te weten, indien deze speler fout antwoordt, mag de tegenstander antwoorden. Voor elk correct antwoord worden 30 punten toegekend. In 2021 konden de kijkers die thuis hadden geblokt hier ook aan meedoen. Deze ronde werd in de finale van het vijfde seizoen en in de vierde kwartfinale van het zesde seizoen in het Engels gedaan omdat in deze afleveringen de auteur van de geblokte cursus geen Nederlands kon verstaan (ook de geblokte cursussen van deze afleveringen waren als gevolg hiervan Engelstalig). Op deze manier konden deze auteurs de antwoorden dan eveneens in het Engels beoordelen. Voor de kijkers werd dit in het Nederlands ondertiteld.
GroepswerkDe laatste ronde is een groepswerk. Eerst worden enkele afbeeldingen getoond. De teams mogen 15 seconden lang overleggen over deze afbeeldingen. Vervolgens wordt de vraag gesteld, die voor elk van de afbeeldingen beantwoord dient te worden. De teams mogen dan bieden voor het aantal antwoorden dat ze denken te kunnen geven. Het team dat het hoogste biedt, mag beginnen. Elk teamlid beantwoordt vervolgens om de beurt de vraag voor een afbeelding naar keuze. Bij een fout antwoord gaat de beurt naar het andere team en krijgen zij ook de reeds verzamelde punten. Indien mogelijk mogen zij de resterende antwoorden proberen te geven, tot het bod wordt bereikt. Geven zij ook een fout antwoord of wordt het bod bereikt, dan eindigt het spel en worden alle niet gegeven antwoorden overlopen. Er worden 20 punten toegekend per correct antwoord. Dit alles gebeurt drie keer, opeenvolgend met 6, 8 en 10 afbeeldingen.
Finale (bij de voorrondes)In de finale speelt de dagwinnaar, het team met de hoogste score, om een plaats in de rangschikking. Hierbij wordt de tijd gemeten die ze nodig hebben om 10 vragen correct te beantwoorden, waarbij elke speler om de beurt een vraag krijgt. Bij een derde fout antwoord valt de speler die het derde foute antwoord gaf af, en krijgt het team 10 strafseconden. Bij 10 goede antwoorden bepaalt de gemeten tijd de rangschikking voor deelname aan de volgende ronde. Zijn alle spelers van het team af voordat er 10 correcte antwoorden zijn gegeven, dan is het team direct uitgeschakeld
Eindspel (vanaf de kwartfinales)Er wordt in duelvorm gespeeld. Elk teamlid heeft een eigen tegenstander, deze duo's krijgen om de beurt een vraag voorgeschoteld. Wie als eerste afdrukt, mag antwoorden. Indien het antwoord correct is, wordt een punt toegekend, indien het antwoord fout is krijgt de tegenstander dit punt. Indien niemand afdrukt, worden geen punten toegekend. Vervolgens wordt een vraag gesteld aan het volgende duo, en dit herhaalt zich tien keer of totdat een team zover voorstaat dat het niet meer is in te halen met de vragen die nog over zijn. Het team dat aan het einde de meeste punten heeft, wint. Bij een gelijke stand na tien vragen wordt een extra vraag gesteld. Het team dat deze vraag correct beantwoordt wint. Bij een fout antwoord op deze vraag wint het andere team. Als niemand een antwoord geeft op deze vraag wordt het goede antwoord gegeven en wordt er een nieuwe vraag gesteld. Dit gaat net zo lang door tot er een antwoord wordt gegeven. Tijdens de vorige ronden werd één vrijstelling toegekend per 200 punten, en nog een extra vrijstelling voor het team met de hoogste score aan het einde van de ronde 'Groepswerk'. De punten uit de vorige ronden dienen enkel nog voor deze vrijstellingen. De vrijstellingen kunnen tijdens het eindspel worden ingezet, en wanneer deze worden ingezet, mag er 10 seconden overlegd worden met de andere teamleden.

## Edities
| Seizoen            | Winnaar                                           | Verliezend finalist                                     |
| ------------------ | ------------------------------------------------- | ------------------------------------------------------- |
| De Campus Cup 2019 | Rechten - UGent                                   | Politieke Wetenschappen - UGent                         |
| De Campus Cup 2020 | Conservatorium - HoGent                           | Drama - Luca School of Arts                             |
| De Campus Cup 2021 | Rechten - UAntwerpen                              | Theologie - KU Leuven                                   |
| De Campus Cup 2022 | Toegepaste Taalkunde - Vrije Universiteit Brussel | Geneeskunde - KU Leuven                                 |
| De Campus Cup 2023 | Rechten - KU Leuven                               | Biomedische Laboratoriumtechnologie - Erasmushogeschool |
| Campus Cup 2025    | Rechten - UGent                                   | Medical Physics - KU Leuven                             |